# لوئیجی کیارینی
لوئیجی کیارینی (ایتالیایی: Luigi Chiarini؛ ‏ ۲۰ ژوئن ۱۹۰۰ – ۱۲ نوامبر ۱۹۷۵) فیلم‌نامه‌نویس، کارگردان فیلم، نویسنده و روزنامه‌نگار اهل ایتالیا بود.
از فیلم‌هایی که وی در آن‌ها نقش داشته‌است، می‌توان به زیبای خفته و گاریبالدی اشاره نمود.